# ATPase
As ATPases ou adenosinatrifosfatases  constituem  uma classe de enzimas que catalisam a decomposição do trifosfato de adenosina (ATP) em adenosina difosfato (ADP) e um íon de fosfato livre. Esta reação liberta energia desfosforilada, que a enzima (na maioria dos casos) aproveita para conduzir outras reações químicas que não ocorreriam de outro modo. Este processo é amplamente utilizado em todas as formas de vida conhecidas.
Algumas destas enzimas são proteínas integrais de membrana (ancoradas nas membranas biológicas) movem solutos através da membrana, tipicamente contra o seu gradiente de concentração. Estes são chamados ATPases transmembranares.